# Palaeaspilates albannularia
Palaeaspilates albannularia là một loài bướm đêm trong họ Geometridae.